# Jogos Universitários Sul-Americanos
Os Jogos Universitários Sul-americanos é um evento esportivo disputado por estudantes universitários na América do Sul.
Os Jogos Sul-Americanos são disputados em oito modalidades: futebol de campo, voleibol, basquetebol, judô, natação, atletismo, tênis de mesa e taekwondo.
Os primeiros Jogos Universitários foram realizados na cidade de Concepción, no Chile, em 2004.
A segunda edição dos Jogos Universitários Sul-Americanos aconteceu entre os dias 23 e 30 de abril de 2006, na cidade brasileira de Curitiba, no estado do Paraná. O evento reuniu cerca de 900 atletas de oito países: Paraguai, Uruguai, Argentina, Chile, Peru, Colômbia, Equador e Brasil.
A terceira Edição aconteceu também na cidade de Curitiba entre 12 e 17 de abril de 2010, com a participação de Brasil, Uruguai, Paraguai, Colômbia, Chile. Foram disputadas 3 modalidades esportivas: Futebol - Campeã a seleção da Colômbia; Voleibol Masculino - Campeã a Seleção Brasileira e no Tênis no individual o campeão foi Walter Mori do Brasil e nas duplas a equipe Chilena.

## Participação do Brasil
Entre os destaques do Sul-Americano Universitário de 2004 esteve a corredora brasiliense Lucélia Peres (aluna da UPIS-DF), ganhadora do ouro nas corridas de 5.000 e 10.000 metros. O futebol brasileiro também ganhou o ouro ao derrotar o Paraguai por 3 a 0. O voleibol masculino foi campeão invicto. Na final, derrotou a Argentina por 3 sets a 1 (25/15, 25/16, 21/25 e 25/22).
"Os bons resultados obtidos pelos brasileiros mostram que estamos no caminho certo ao reservar recursos para o esporte universitário", disse o então ministro do Esporte Agnelo Queiroz, ao anunciar novos incentivos para esse segmento.

## Histórico
| Ano  | Edição | Sede         | Participantes | Atletas    | Modalidades | Campeão      | Vice-campeão | Terceiro lugar | Quarto lugar |
| ---- | ------ | ------------ | ------------- | ---------- | ----------- | ------------ | ------------ | -------------- | ------------ |
| 2004 | I      | Concepción   | 8             | 500 aprox. | 5           | Desconhecido | Desconhecido | Desconhecido   | Desconhecido |
| 2006 | II     | Curitiba     | 8             | 900 aprox. | 8           | Brasil       | Colômbia     | Desconhecido   | Desconhecido |
| 2010 | III    | Curitiba     | 5             | 350        | 3           | Brasil       | Chile        | Desconhecido   | Desconhecido |
| 2016 | IV     | Buenos Aires | 7             | 1000       | 9           | Argentina    | Brasil       | Chile          | Colômbia     |